# In den Grüben 121

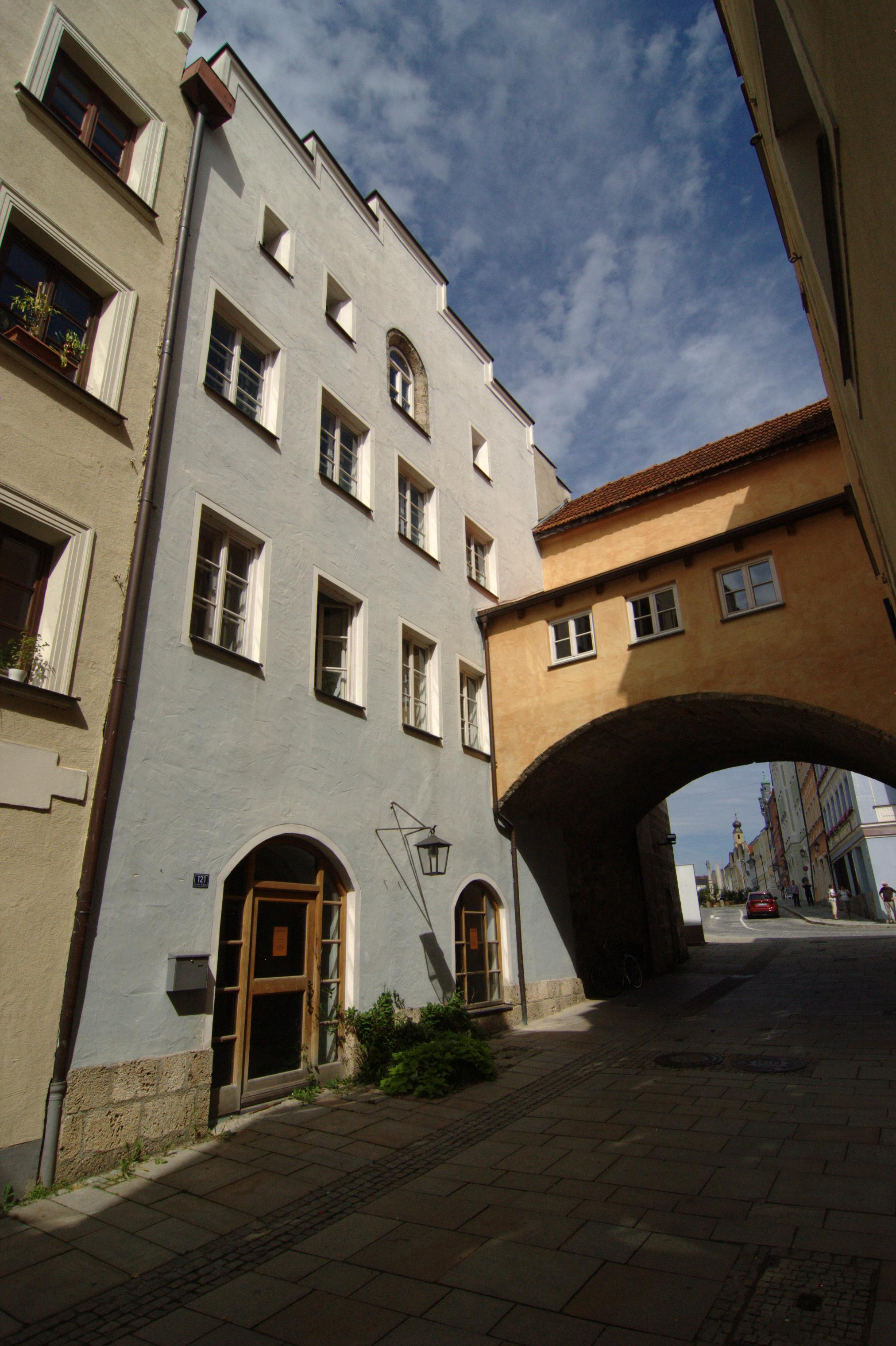
In den Grüben 121

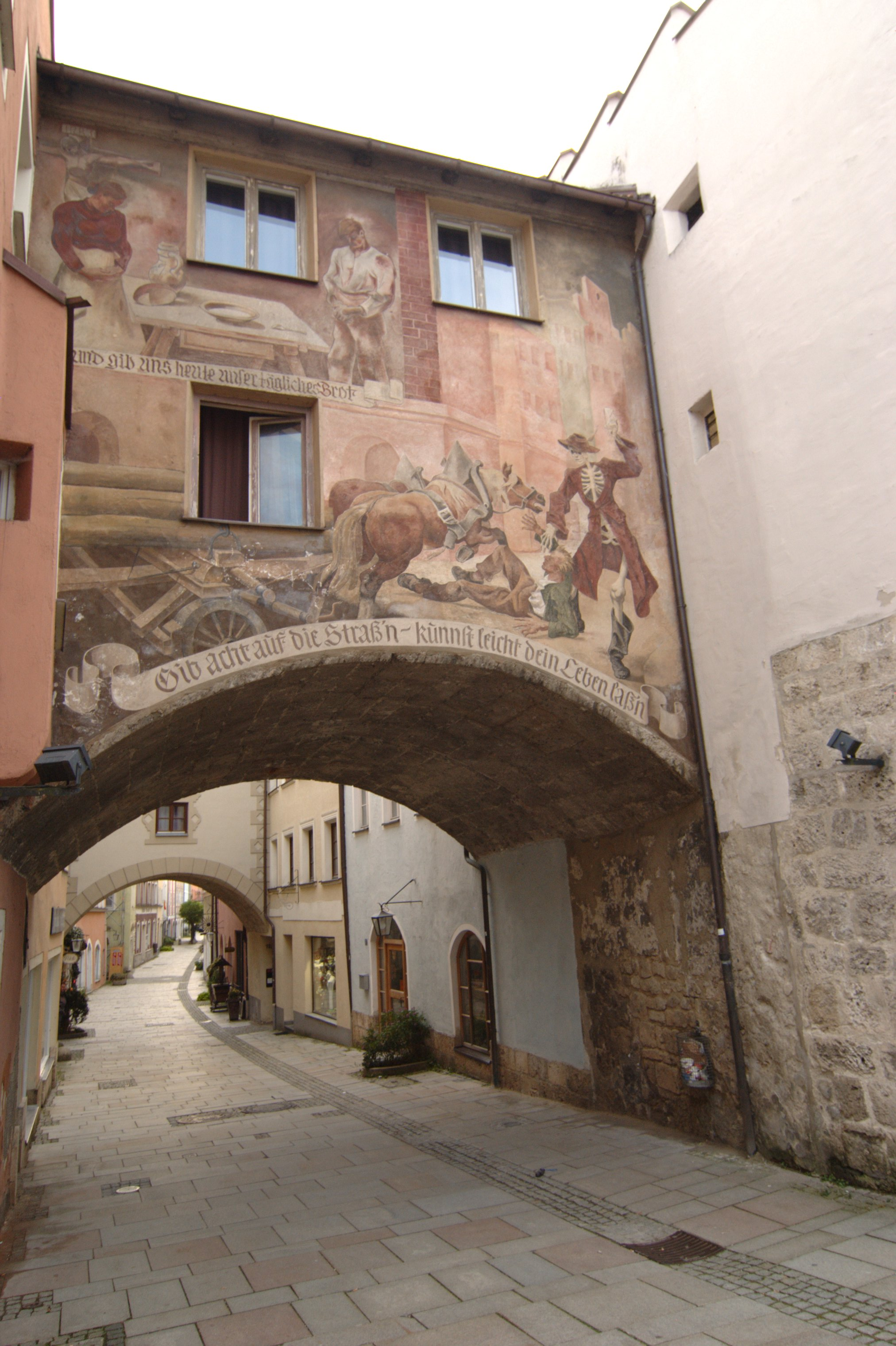
Torbogen mit Fresken von Heinrich Bickel

Das ehemalige Handwerkerhaus In den Grüben 121 ist ein Baudenkmal in Burghausen.

## Geschichte
Das baugeschichtlich bedeutende Gebäude In den Grüben 121, bzw. Kirchplatz 20, ist im Kern aus dem Spätmittelalter. Das Haus wurde im 18. Jahrhundert von mehreren Generationen Gürtlern bewohnt. Der Verbindungsgang über die Straße führte ursprünglich zur hauseigenen Abortanlage auf der Salzachseite. Der Bogen dieses Verbindungsgangs bildet den Eingang zu den inneren Grüben. Die Fresken an der Nordseite um 1935 stammen von Heinrich Bickel aus Garmisch-Partenkirchen. Die Warnung auf dem Spruchband „Gib acht auf die Straß’n – kunnst leicht dein Leben laß’n“ gilt heute als aktueller den je, wenngleich die Grüben selbst inzwischen eine Fußgängerzone sind. In der Nähe des Gebäudes findet sich die Skulptur Fährmann des Burghauser Künstlers Albert Balthasar (1918–1995).

## Baubeschreibung
Die Bausubstanz aus der Erbauungszeit ist gut erhalten. Das dreigeschossige Satteldachhaus verfügt über einen dreistufigen Treppengiebel und vier Obergeschossachsen. Der Hauseingang ist rundbogig und die Fenster sind mit geputzten Rahmungen versehen. Im Erdgeschoss befindet sich ein Ladeneinbau. Eine rundbogige Aufzugsluke im Giebelfeld ist inzwischen zu einem Dachbodenfenster verändert. Am nordöstlichen Teil der Fassade setzt der zweigeschossige Straßenbogen an. Dieser ist mit einem Satteldach bzw. an der Südseite mit einem Pultdach versehen und führt zu dem Gebäude In den Grüben 119/120. Die Fassade wurde Mitte des 20. Jahrhunderts erneuert. Den Ladenraum überspannt ein spätgotisches Kreuzrippengewölbe mit erneuertem Schlussstein vermutlich aus der ersten Hälfte des 15. Jahrhunderts. In einem rückwärtigen Teil des Hauses findet sich ein Raum mit Tonnengewölbe und im ersten Obergeschoss ein Flur mit Stichkappentonne und ein Lichtschacht.